# Jovan Hranilović
Jovan Hranilović (Kričke kraj Drniša, 18. prosinca 1855. – Novi Sad, 5. kolovoza 1924.), bio je grkokatolički svećenik, političar, hrvatski književnik i književni kritičar.

## Životopis
Rođen je Kričkama, kod Drniša, gdje mu je otac Nikola, Žumberčanin, službovao kao grkokatolički župnik. Nakon očeve smrti vratio se s majkom Sidonijom u njezine rodne Križevce i tamo završio pučku školu. Gimnaziju je polazio u Grkokatoličkom sjemeništu u Zagrebu, gdje je maturirao 1874. godine, a teologiju i filozofiju u Zagrebu (1874. – 1876.) i Beču (1876. – 1878.). Nakon što je zaređen za prezbitera, 1878. godine, vraća se u Križevce. Tu je kratko biskupov tajnik, a zatim je župnik u više župa, uz ostalo u Kaštu, Sošicama i Radatovićima, gdje je nadahnuto ispjevao svoje glasovite »Žumberačke elegije«, na čijem će odjeku Kranjčević napisati »Uskočke elegije«. Javno djelovanje započinje kao pravaš i protivnik velikosrpske politike. Bio je zagovornikom federalizma i posebnoga položaja Hrvatske u Austro-Ugarskoj Monarhiji, da bi se potkraj života približio južnoslavenskoj ideji. Godine 1887. premješten je u Bačku, a 1889. za župnika u Novi Sad, gdje, uz ostalo, godine 1918./19. predsjedava vojvođanskom skupštinom i vladom u vrijeme raskida odnosa s Ugarskom.

## Književno stvaralaštvo
U književnosti se javio rano, već 1873. godine. pisao je i prevodio pjesme, pripovijetke, političke i književne rasprave, polemike i studije te ih objavljivao u periodici od 1873. do smrti – u svemu oko pet tisuća radova. Većina je njegovih stihova sročena »u stilu šenoinske versifikacije s naglašenom etičkom i rodoljubnom motivikom« (M. Šicel). Hranilović je u njima očitovao svoju iskrenu ljubav za domovinu, s izraženom socijalnom notom, potičući svećenstvo na vjerski, kulturni i politički rad za narod. Još dublji trag ostavio je kao kritičar, zauzevši se za »idealistički realizam«. Kao i većina istaknutih realista bio je politički istaknuti pravaš. Njegova književna filozofija sažimala je načela tadašnjih »starih« o jedinstvu istine, dobrote i ljepote. Bio je jedan od najdosljednijih i najupornijih revnitelja tradicijske odgojno-prosvjetne uloge književnosti na kršćanskim načelima. Godine 1898. postaje urednikom Obzora, a od 1899. do 1900. godine bio je urednikom i Vienca.
Surađuje i objavljuje književne kritike u časopisima Prosvjeti, Hrvatskoj vili, Glasu Matice hrvatske, Kolu, Hrvatskoj prosvjeti, Balkanu, Pozorištu, Letopisu Matice srpske, Hrvatskom braniku, Prijatelju naroda, Agramer Tagblattu, Hrvatskoj domovini, Bogu i Hrvatima, Novom listu, Hrvatstvu, Subotičkoj Danici, Katoličkom listu i drugima.
Svoje kritičke i književne tekstove potpisivao je i pseudonimima: Jedan književnik, H., Hr., -ić, I. H., J., J. H., -n, nj., -oa-, r, r-o te -v-.

## Djela
- Žumberačke elegije, Tisak i naklada Knjižare Gustava Neuberga, Križevci, 1886.[8]
- Pjesme svakidanke, Tisak i naklada Knjižare Gustava Neuberga, Križevci, 1890.
- Izabrane pjesme, Naklada Matice hrvatske, Zagreb, 1893.

Posmrtno
- Izbor iz Žumberačkih elegija i ostalih pjesama. Uredio i uvod napisao Milko Popović, Narodna Prosvjeta, Zagreb, 1934.
- Izbor iz žumberačkih elegija i ostalih pjesama Jovana Hranilovića, Žumberačke novine, Zagreb, 1934.
- Pisma Jovana Hranilovića Petru Markoviću, Zagreb, 1952.[1]
- Žumberačke elegije i druge izabrane pjesme, Žumberački vikarijat, Zagreb, 1986.

## Vanjske poveznice
- Izabrane pjesme, Naklada Matice hrvatske, Zagreb, 1893.